# Estrela Futebol Clube (Rio Grande do Sul)
O Estrela Futebol Clube é um clube brasileiro de futebol, sediado na cidade de Estrela, no Estado do Rio Grande do Sul. Suas cores são o azul e o branco.

## História
Fundado em 16  de novembro de 1931 no  Bar Elite, sua primeira diretoria era composta por: Pedro Luís Mörschbächer (presidente), José Massing (vice-presidente), Oscar Noll (1º tesoureiro), Oto Stürmer (2º tesoureiro) e Aristarco Brasil (1º secretário). Inicialmente, seus jogos eram realizados no potreiro de Albino Leonhardt, no Bairro Oriental. e sua primeira sede para a realização dos seus mandos esportivos, foi inaugurada em 2 de abril de 1933. Mais tarde, passou para o "Campo da Baixada", na rua Marechal Deodoro, perto do Moinho dos Ruschel.
Seu registro oficial ocorreu em 5 de maio de 1948, com Edmundo Hergemöller o presidente e o vice-presidente, Armando O. Gemmer, com a finalidade de proporcionar a difusão do civismo e da cultura física, principalmente o futebol, além de reuniões de caráter social e cultural.
Tem rivalidade histórica com o Clube Esportivo Lajeadense, do município vizinho de Lajeado, clássico conhecido como "Choque-Rei".
Em várias oportunidades houve tentativas de reativação, como em 18 de julho de 1983, quando foi eleito presidente Gündher Wolfgang Müller, substituído por Meri dos Santos Câmara, na assembleia de 25 de novembro de 1983. Depois de participar de muitos campeonatos e obter muitas vitórias, encerrou suas atividades, no seu 57º aniversário, diante de insuperáveis dificuldades, em 1988. Em 2005, reabriu os portões, sendo presidente Germano Tomasi, diretor de Esportes : Alex Eugenio de Castro , Diretor Esportivo: Luis Petry, e técnico José Carlos Frota. A estreia foi em 7 de agosto de 2005, no Estádio Municipal Aloysio Valentim Schwertner, pela Copa RS de Futebol, ao perder no Clássico das Barrancas por 6 a 2 para o seu rival de sempre, o Lajeadense.

## Artilheiros
- Artilheiros do Campeonato Gaúcho - Série B

1. Sebben - 1985 (11 gols).